# عبد السلام جلود
عبد السلام جلود (15 ديسمبر 1944 -) عسكري ليبي «رائد ركن» ينتمي إلى قبيلة المقارحة وأحد من شاركوا في حكم ليبيا بعد انقلاب سبتمبر 1969. عضو مجلس قيادة الثورة في ليبيا. رئيس الوزراء في الفترة من 16 يوليو 1972 إلى 2 مارس 1977. اعتبر الرجل الثاني في ليبيا بعد العقيد معمر القذافي حيث تولى العديد من المهام في الفترة من 1969 وحتى إبعاده في 1992. وبقي تحت الإقامة الجبرية حتى قيام ثورة فبراير
أثناء ثورة 17 فبراير، وفي 19 أغسطس أعلن عن انشقاقه عن نظام القذافي، حيث ظهر في الزنتان ثم بعد ذلك سافر إلى الدوحة.

## مناصب
- نائب رئيس الوزاراء ووزير الداخلية والحكم المحلي 16 يناير 1970
- وزير المالية -أكتوبر 1970
- وزير الاقتصاد والصناعة والمالية - 13 اغسطس 1971
- رئيس الوزراء - 16 يوليو 1972 حتى 1977.
- عضو الأمانة العامة لمؤتمر الشعب العام (مجلس الرئاسة).

## روابط خارجية
- عبد السلام جلود على موقع مونزينجر (الألمانية)